# Brendan Boyle
Brendan Francis Boyle, né le 6 février 1977 à Philadelphie, est un homme politique américain, élu démocrate de Pennsylvanie à la Chambre des représentants des États-Unis depuis 2015.

## Biographie

### Études et carrière politique locale
Brendon Boyle est né et a grandi à Philadelphie. Ses parents, Frank et Eileen, sont des immigrés irlandais originaires de Gleann Cholm Cille, dans le Donegal. Il étudie à l'université Notre-Dame puis à Harvard.
En 2004 et 2006, il se présente avec l'investiture démocrate à la Chambre des représentants de Pennsylvanie, dans le 170e district, mais il perd les deux fois face au républicain sortant George T. Kenney (en),. Il remporte l'élection en 2008. Deux ans plus tard, son frère Kevin le rejoint à la Chambre. Ils sont alors les premiers frères à servir simultanément au sein de la Chambre des représentants pennsylvanienne.

### Représentant des États-Unis
Lors des élections de 2014, la représentante du 13e district de Pennsylvanie Allyson Schwartz se retire pour se présenter au poste de gouverneur. Boyle est alors candidat pour lui succéder à la Chambre des représentants des États-Unis. Le district, qui englobe Northeast Philadelphia et une partie du comté de Montgomery, est un bastion démocrate. Le principal enjeu est alors la primaire démocrate. Il y affronte l'ancienne représentante Marjorie Margolies, le sénateur d'État Daylin Leach et le médecin Val Arkoosh. Margolies, belle-mère de Chelsea Clinton et soutenue par Bill et Hillary Clinton, est d'abord vue comme la favorite, mais elle mène une mauvaise campagne,. Boyle est attaqué pour ses positions sur l'avortement : il se décrit comme pro-choix mais a voté pour durcir les exigences concernant les cliniques pratiquant des avortements. Bien qu'il soit le candidat le moins bien financé, Boyle remporte la primaire avec 41 % des suffrages contre 27 % pour Margolies, 17 % pour Leach et 15 % pour Arkoosh. En novembre, il est élu représentant avec 67,1 % des voix face au républicain Carson Adcock.
Lors des élections de 2016, il est réélu pour un deuxième mandat sans opposition. La carte des circonscriptions est jugée inconstitutionnelle par la Cour suprême de Pennsylvanie avant les élections de 2018. Brendan Boyle choisit de se présenter dans le nouveau 2e district, qui comprend le nord-ouest de Philadelphie et les quartiers bordant le Delaware (river wards) sans aucune partie du comté de Montgomery,. Il remporte facilement la primaire démocrate et est largement réélu face au républicain David Torres.
Le 4 mars 2025 il qualifie d'« irresponsable et indéfendable » la décision de suspension, ordonnée par Donald Trump, de toute livraison d'armes et de munitions à Kiev, pour soumettre le président ukrainien à sa volonté, accepter un cessez-le-feu sans conditions et à présenter des excuses après la discussion houleuse dans le bureau ovale,.